# Jaroslava Švedovová

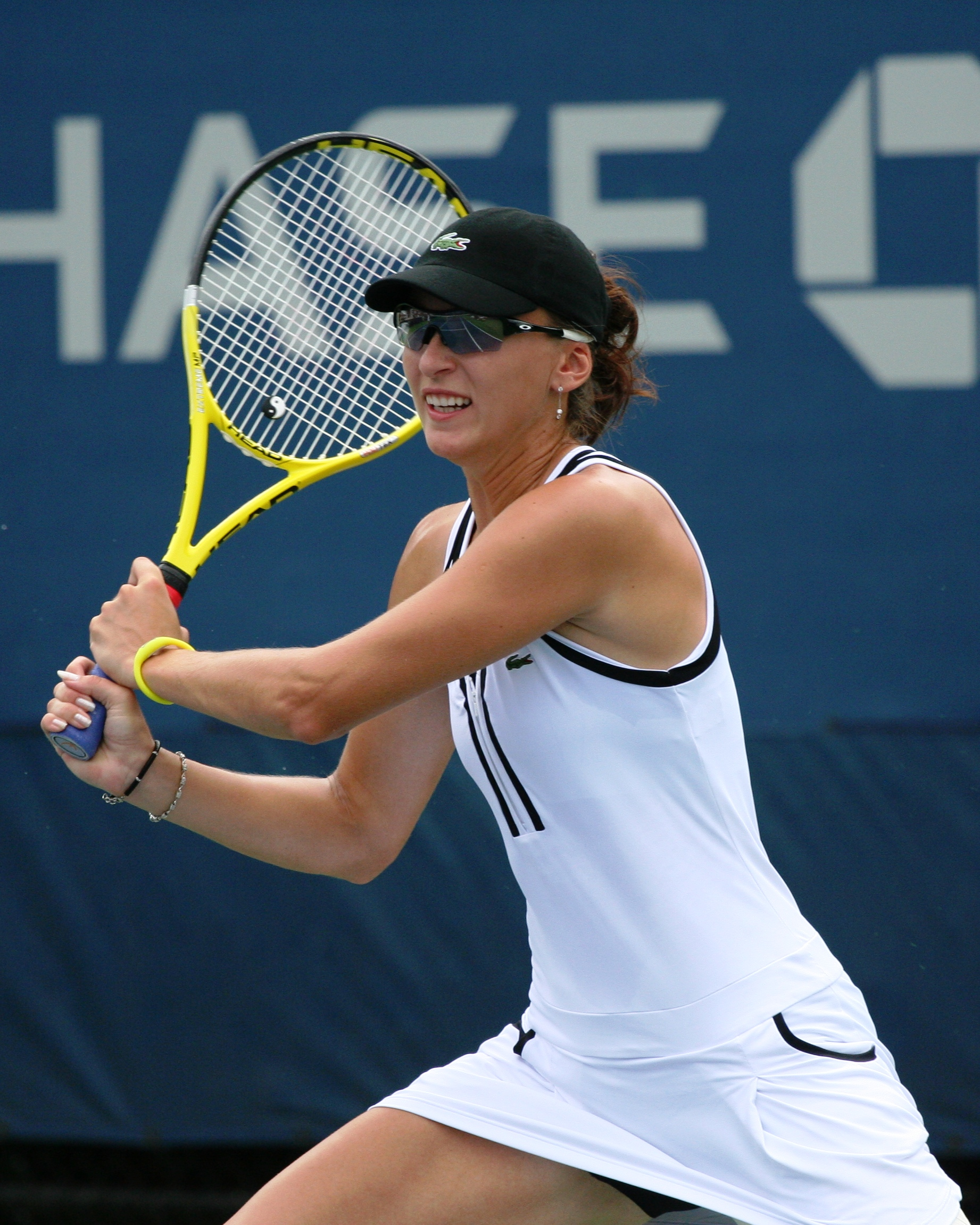
Jaroslava Švedovová na US Open 2010

Jaroslava Švedovová, rusky: Ярослава Вячеславовна Шведова, Jaroslava Vjačeslavovna Švedova (* 12. září 1987 Moskva, Sovětský svaz) je bývalá profesionální tenistka, naposledy reprezentující Kazachstán, vítězka dvou grandslamů v ženské čtyřhře na Wimbledonu 2010 a US Open 2010, kde byla její spoluhráčkou Američanka Vania Kingová. Spolu s Rakušanem Julianem Knowlem také hrála finále smíšené čtyřhry na French Open 2010. Ve Wimbledonu 2012 zahrála jako první hráčka otevřené éry tzv. Zlatý set.
Na žebříčku WTA pro dvouhru byla nejvýše klasifikovaná v říjnu 2012 na 25. místě a pro čtyřhru pak v únoru 2016 na 3. místě. Ve své dosavadní kariéře vyhrála na okruhu WTA Tour jeden turnaj ve dvouhře a třináct ve čtyřhře. V rámci okruhu ITF získala čtyři tituly ve dvouhře a čtyři ve čtyřhře.
S tenisem začala v šesti letech, jejím trenérem je její otec. Ve dvouhře grandslamu dosáhla na dvě čtvrtfinále – první na French Open 2010, druhé na French Open 2012. Ruskou státní příslušnost za kazachstánskou vyměnila v roce 2008 v rámci své snahy zlepšit podmínky profesionální kariéry, které jí nový stát nabídl.

## Tenisová kariéra

### 2011
Švedovová vynechala úvodní část sezóny, až do turnaje BNP Paribas Open, pro zranění kolena.
Stabilní partnerkou pro čtyřhru byla nadále Američanka Vania Kingová. Spoluhráčky si zahrály jediné grandslamové finále na US Open, z něhož odešly poraženy dvojicí Huberová a Raymondová 6–4, 6–7(5–7), 6–7(3–7).
První titul sezóny získaly na Western & Southern Open, když ve finále porazily 6–4, 3–6, [11–9] pár Natalie Grandinová a Vladimíra Uhlířová. Dále se probojovaly do dvou neúspěšných finále. V prvním z nich na mezinárodním mistrovství Itálie nestačily na Číňanky Šuaj Pchengovou a Ťie Čengovou 2–6, 3–6, a ve druhém pak na japonském HP Open podlehly Asiatkám Dateové Krummové s Čangovou po setech 5–7, 6–3, [9–11]. Na istanbulský Turnaj mistryň se kvalifikovaly 16. října a vypadly na něm v semifinále (úvodním utkání) s nasazenými jedničkami Peschkeovou a Srebotnikovou ve dvou sadách.
Švedovová zvítězila společně s Indkou Saniou Mirzaovou na úvodním ročníku washingtonského Citi Open po finálové výhře nad dvojicí Olga Govorcovová a Alla Kudrjavcevová 6–3, 6–3.

### 2012
Na French Open došla do čtvrtfinále, v němž ji vyřadila turnajová čtyřka Petra Kvitová, přestože měla v rozhodující sadě výhodu získaného podání soupeřky, kterou prohospodařila.

#### Zlatý set
Do Wimbledonu vstupovala jako 65. tenistka světové klasifikace a dosáhla v něm jako první žena v otevřené éře tenisu na tzv. zlatý set, když v úvodní sadě třetího kola nedovolila italské turnajové desítce a finalistce uplynutého French Open Saře Erraniové uhrát ani jeden míč a vyhrála jej poměrem 6–0. Utkání pak dovedla do vítězného konce poměrem 6–4 ve druhém setu a postoupila do osmifinále. Tento výkon se od roku 1968 podařil pouze Američanu Billu Scanlonovi, který v úvodním kole na turnaji WCT Gold Coast Classic 1983 v Delray Beach porazil brazilského hráče Marcose Hocevaru 6–2 a 6–0.

## Finálová utkání na turnajích Grand Slamu

### Ženská čtyřhra: 6 (2–4)
| Stav       | Rok  | Turnaj      | Povrch | Spoluhráčka       | Soupeřky ve finále                         | Výsledek                |
| ---------- | ---- | ----------- | ------ | ----------------- | ------------------------------------------ | ----------------------- |
| Vítězka    | 2010 | Wimbledon   | tráva  | Vania Kingová     | Jelena Vesninová Věra Zvonarevová          | 7–6(8–6), 6–2           |
| Vítězka    | 2010 | US Open     | tvrdý  | Vania Kingová     | Liezel Huberová Naděžda Petrovová          | 2–6, 6–4, 7–6(7–4)      |
| Finalistka | 2011 | US Open     | tvrdý  | Vania Kingová     | Liezel Huberová Lisa Raymondová            | 6–4, 6–7(5–7), 6–7(3–7) |
| Finalistka | 2015 | French Open | antuka | Casey Dellacquová | Bethanie Matteková-Sandsová Lucie Šafářová | 6–3, 4–6, 2–6           |
| Finalistka | 2015 | US Open (2) | tvrdý  | Casey Dellacquová | Martina Hingisová Sania Mirzaová           | 3–6, 3–6                |
| Finalistka | 2016 | Wimbledon   | tráva  | Tímea Babosová    | Serena Williamsová Venus Williamsová       | 3–6, 4–6                |

### Smíšená čtyřhra: 1 (0–1)
| Stav       | Rok  | Turnaj      | Povrch | Spoluhráč     | Soupeři ve finále                    | Výsledek              |
| ---------- | ---- | ----------- | ------ | ------------- | ------------------------------------ | --------------------- |
| Finalistka | 2010 | French Open | antuka | Julian Knowle | Katarina Srebotniková Nenad Zimonjić | 6–4, 6–7(5–7), [9–11] |

## Finále na okruhu WTA Tour
| Legenda                                         |
| ----------------------------------------------- |
| D – dvouhra; Č – čtyřhra                        |
| Grand Slam (2–4 Č)                              |
| WTA Tour Championships (0)                      |
| Tier I / Premier Mandatory & Premier 5 (2–3 Č)  |
| Tier II / Premier (2–2 Č)                       |
| Tier III, IV & V / International (1–1 D; 7–6 Č) |

### Dvouhra: 2 (1–1)
| Stav       | Č. | Datum          | Turnaj           | Povrch | Soupeřka ve finále | Výsledek      |
| ---------- | -- | -------------- | ---------------- | ------ | ------------------ | ------------- |
| Vítězka    | 1. | 18. února 2007 | Bengalúru, Indie | tvrdý  | Mara Santangelová  | 6–4, 6–4      |
| Finalistka | 1. | 19. dubna 2015 | Bogotá, Kolumbie | antuka | Teliana Pereirová  | 6–7(2–7), 1–6 |

### Čtyřhra: 28 (13–15)
| Stav       | Č.  | Datum             | Turnaj                                | Povrch          | Spoluhráčka                   | Soupeřky ve finále                                | Výsledek                |
| ---------- | --- | ----------------- | ------------------------------------- | --------------- | ----------------------------- | ------------------------------------------------- | ----------------------- |
| Finalistka | 1.  | 14. září 2008     | Cincinnati, Spojené státy             | tvrdý           | Sie Šu-wej                    | Maria Kirilenková Naděžda Petrovová               | 3–6, 6–4, [8–10]        |
| Vítězka    | 1.  | 15. února 2009    | Pattaya, Thajsko                      | tvrdý           | Tamarine Tanasugarnová        | Julia Bejgelzimerová Vitalija Ďjačenková          | 6–3, 6–2                |
| Finalistka | 2.  | 11. dubna 2010    | Marbella, Španělsko                   | antuka          | Marija Kondratěvová           | Sara Erraniová Roberta Vinciová                   | 4–6, 2–6                |
| Finalistka | 3.  | 19. června 2010   | 's-Hertogenbosch, Nizozemsko          | tráva           | Vania Kingová                 | Alla Kudrjavcevová Anastasia Rodionovová          | 6–3, 3–6, [6–10]        |
| Vítězka    | 2.  | 3. července 2010  | Wimbledon, Londýn, Spojené království | tráva           | Vania Kingová                 | Jelena Vesninová Věra Zvonarevová                 | 7–6(8–6), 6–2           |
| Vítězka    | 3.  | 13. září 2010     | US Open, New York, Spojené státy      | tvrdý           | Vania Kingová                 | Liezel Huberová Naděžda Petrovová                 | 2–6, 6–4, 7–6(7–4)      |
| Finalistka | 4.  | 15. května 2011   | Řím, Itálie                           | antuka          | Vania Kingová                 | Pcheng Šuaj Čeng Ťie                              | 2–6, 3–6                |
| Vítězka    | 4.  | 31. července 2011 | Washington, D.C., Spojené státy       | tvrdý           | Sania Mirzaová                | Olga Govorcovová Alla Kudrjavcevová               | 6–3, 6–3                |
| Vítězka    | 5.  | 20. srpna 2011    | Cincinnati, Spojené státy             | tvrdý           | Vania Kingová                 | Natalie Grandinová Vladimíra Uhlířová             | 6–4, 3–6, [11–9]        |
| Finalistka | 5.  | 11. září 2011     | US Open, New York, Spojené státy      | tvrdý           | Vania Kingová                 | Liezel Huberová Lisa Raymondová                   | 6–4, 6–7(5–7), 6–7(3–7) |
| Finalistka | 6.  | 16. října 2011    | Ósaka, Japonsko                       | tvrdý           | Vania Kingová                 | Kimiko Date Krumm Čang Šuaj                       | 5–7, 6–3, [9–11]        |
| Vítězka    | 6.  | 22. října 2011    | Moskva, Rusko                         | tvrdý (h)       | Vania Kingová                 | Anastasia Rodionovová Galina Voskobojevová        | 7–6(7–3), 6-3           |
| Finalistka | 7.  | 8. dubna 2012     | Charleston, Spojené státy             | tvrdý           | Anabel Medinaová Garriguesová | Anastasija Pavljučenkovová Lucie Šafářová         | 7–5, 4–6, [6–10]        |
| Finalistka | 8.  | 5. května 2012    | Estoril, Portugalsko                  | antuka          | Galina Voskobojevová          | Čuang Ťia-žung Čang Šuaj                          | 6-4, 1-6, [9-11]        |
| Finalistka | 9.  | 5. ledna 2013     | Auckland, Nový Zéland                 | tvrdý           | Julia Görgesová               | Cara Blacková Anastasia Rodionovová               | 6–2, 2–6, [5–10]        |
| Vítězka    | 7.  | 1. března 2013    | Florianópolis, Brazílie               | tvrdý           | Anabel Medinaová Garriguesová | Anne Keothavongová Valeria Savinychová            | 6–0, 6–4                |
| Vítězka    | 8.  | 14. září 2013     | Taškent, Uzbekistán                   | tvrdý           | Tímea Babosová                | Mandy Minellaová Olga Govorcovová                 | 6–3, 6–3                |
| Vítězka    | 9.  | 28. února 2014    | Florianópolis, Brazílie (2)           | tvrdý           | Anabel Medinaová Garriguesová | Francesca Schiavoneová Sílvia Solerová Espinosová | 7–6(7–1), 2–6, [10–3]   |
| Vítězka    | 10. | 6. dubna 2014     | Charleston, Spojené státy             | antuka (zelená) | Anabel Medinaová Garriguesová | Čan Chao-čching Čan Jung-žan                      | 7–6(7–4), 6–2           |
| Vítězka    | 11. | 9. května 2015    | Madrid, Španělsko                     | antuka          | Casey Dellacquová             | Garbiñe Muguruzaová Carla Suárezová Navarrová     | 6–3, 6–7(4–7), [10–5]   |
| Finalistka | 10. | 7. června 2015    | French Open, Paříž, Francie           | antuka          | Casey Dellacquová             | Bethanie Matteková-Sandsová Lucie Šafářová        | 6–3, 4–6, 2–6           |
| Finalistka | 11. | 23. srpna 2015    | Cincinnati, Spojené státy             | tvrdý           | Casey Dellacquová             | Čan Chao-čching Čan Jung-žan                      | 5–7, 4–6                |
| Finalistka | 12. | 13. září 2015     | US Open, New York, Spojené státy      | tvrdý           | Casey Dellacquová             | Martina Hingisová Sania Mirzaová                  | 3–6, 3–6                |
| Vítězka    | 12. | 18. října 2015    | Hongkong, ČLR                         | tvrdý           | Alizé Cornetová               | Lara Arruabarrenová Andreja Klepačová             | 7–5, 6–4                |
| Finalistka | 13. | 3. dubna 2016     | Miami, Spojené státy                  | tvrdý           | Tímea Babosová                | Bethanie Matteková-Sandsová Lucie Šafářová        | 3–6, 4–6                |
| Vítězka    | 13. | 11. června 2016   | 's-Hertogenbosch, Nizozemsko          | tráva           | Oxana Kalašnikovová           | Xenia Knollová Aleksandra Krunićová               | 6–1, 6–1                |
| Finalistka | 14. | 9. července 2016  | Wimbledon, Londýn, Spojené království | tráva           | Tímea Babosová                | Serena Williamsová Venus Williamsová              | 3–6, 4–6                |
| Finalistka | 15. | 18. února 2017    | Dauhá, Katar                          | tvrdý           | Olga Savčuková                | Abigail Spearsová Katarina Srebotniková           | 3–6, 6–7(7–9)           |

### Finále série WTA 125
| Legenda                  |
| ------------------------ |
| D – dvouhra; Č – čtyřhra |
| WTA 125 (1–1 Č)          |

#### Čtyřhra: 2 (1–1)
| Stav       | Č. | Datum              | Turnaj               | Povrch | Spoluhráčka        | Soupeřky ve finále                           | Výsledek |
| ---------- | -- | ------------------ | -------------------- | ------ | ------------------ | -------------------------------------------- | -------- |
| Finalistka | 1. | 3. listopadu 2013  | Nanking, ČLR         | tvrdý  | Čang Šuaj          | Misaki Doiová Sü I-fan                       | 1–6, 4–6 |
| Vítězka    | 1. | 10. listopadu 2013 | Tchaj-pej, Tchaj-wan | tvrdý  | Caroline Garciaová | Anna-Lena Friedsamová Alison Van Uytvancková | 6–3, 6–3 |

## Postavení na žebříčku WTA na konci roku

### Dvouhra
| Rok    | 2003 | 2004   | 2005   | 2006   | 2007  | 2008  | 2009  | 2010  | 2011   | 2012  | 2013  | 2014  | 2015  |
| Pořadí | 494. | ▼ 756. | ▲ 315. | ▲ 132. | ▲ 89. | ▼ 91. | ▲ 53. | ▲ 39. | ▼ 206. | ▲ 29. | ▼ 81. | ▲ 66. | ▼ 82. |

### Čtyřhra
| Rok    | 2006 | 2007   | 2008  | 2009  | 2010 | 2011 | 2012  | 2013  | 2014  | 2015 |
| Pořadí | 242. | ▲ 111. | ▲ 42. | ▼ 49. | ▲ 7. | ▲ 5. | ▼ 26. | ▼ 59. | ▲ 24. | ▲ 6. |